# Llista de zones arqueològiques de Ferreries
Llista de zones arqueològiques de Ferreries catalogades pel consell insular de Menorca com a Béns d'Interès Cultural en la categoria de zona arqueològica pel municipi de Ferreries. Alguns elements immobles prehistòrics poden tenir la categoria de monument. Vegeu també la llista de monuments de Ferreries.
| Monument                                                                    | Tipus                       | Ubicació                         | Codi?                | Imatge                                                                 |
| --------------------------------------------------------------------------- | --------------------------- | -------------------------------- | -------------------- | ---------------------------------------------------------------------- |
| Cova d'Algendar Nou                                                         | Zona arqueològica           | Ferreries Algendar Nou           | AGN-02               |                                                                        |
| Necròpolis d'Algendar Nou                                                   | Zona arqueològica           | Ferreries Algendar Nou           | AGN-03               |                                                                        |
| Cova d'Algendar Nou / cova de sa Paret                                      | Zona arqueològica           | Ferreries Algendar Nou           | AGN-04               |                                                                        |
| Assentament d'Algendar Nou / es Pujol                                       | Zona arqueològica           | Ferreries Algendar Nou           | AGN-05               |                                                                        |
| Jaciment d'habitació d'Algendaret                                           | Zona arqueològica           | Ferreries Algendaret             | AGT-02               |                                                                        |
| Necròpolis d'Algendar Vell / Tanca de ses Eres                              | Zona arqueològica           | Ferreries Algendar Vell          | AGV-02               |                                                                        |
| Cova d'Algendar Vell / cova d'en Curt                                       | Zona arqueològica           | Ferreries Algendar Vell          | AGV-03               |                                                                        |
| Assentament d'Algendar Vell / els Cuirets                                   | Zona arqueològica           | Ferreries Algendar Vell          | AGV-04               |                                                                        |
| Cova d'Algendar Vell / cova Reial                                           | Zona arqueològica           | Ferreries Algendar Vell          | AGV-05               |                                                                        |
| Assentament de s'Alberg Vell / Tanca de sa Talaia                           | Zona arqueològica           | Ferreries S'Alberg Vell          | ALV-03 RI-51-0003447 |                                                                        |
| Hipogeus de s'Alberg Vell / camí des Barranc                                | Zona arqueològica           | Ferreries S'Alberg Vell          | ALV-04               |                                                                        |
| Talaiot i assentament des Barrancó                                          | Zona arqueològica           | Ferreries Es Barrancó            | BAR-01 RI-51-0003451 |                                                                        |
| Naveta d'habitació des Barrancó                                             | Zona arqueològica           | Ferreries Es Barrancó            | BAR-02 RI-51-0003452 |                                                                        |
| Jaciment d'habitació des Barrancó / Tanca dels Pins                         | Zona arqueològica           | Ferreries Es Barrancó            | BAR-03 RI-51-0003453 |                                                                        |
| Turó fortificat de Binidelfà / es Milocar                                   | Zona arqueològica           | Ferreries Binidelfà              | BDF-01 RI-51-0003461 |                                                                        |
| Restes de Binidelfà / canal Pregondo                                        | Zona arqueològica           | Ferreries Binidelfà              | BDF-02               |                                                                        |
| Recinte de taula de la Beltrana / pleta de sa Cova                          | Zona arqueològica           | Ferreries La Beltrana            | BEL-01 RI-51-0003454 |                                                                        |
| Navetes d'habitació de la Beltrana / na Murtona                             | Zona arqueològica           | Ferreries La Beltrana            | BEL-03 RI-51-0003455 |                                                                        |
| Poblat i necròpolis de la Beltrana / pleta de sa Cuina                      | Zona arqueològica           | Ferreries La Beltrana            | BEL-04               |                                                                        |
| Poblat de la Beltrana / mitgera de Sant Joan                                | Zona arqueològica           | Ferreries La Beltrana            | BEL-05 RI-51-0003457 |                                                                        |
| Sala hipòstila de la Beltrana                                               | Zona arqueològica           | Ferreries La Beltrana            | BEL-06               |                                                                        |
| Restes i tombes de la Beltrana                                              | Zona arqueològica           | Ferreries La Beltrana            | BEL-07               |                                                                        |
| Poblat i necròpolis de Binicalsitx / sa Talaia                              | Zona arqueològica visitable | Ferreries Binicalsitx            | BIC-01 RI-55-0000678 |                                                                        |
| Assentament de Binicalsitx                                                  | Zona arqueològica           | Ferreries Binicalsitx            | BIC-02               |                                                                        |
| Turó fortificat de Binimoti / sa Serra                                      | Zona arqueològica           | Ferreries Binicalsitx            | BIM-01               |                                                                        |
| Assentament i sitjots de Binissaid                                          | Zona arqueològica           | Ferreries Binissaïd              | BIS-01 RI-51-0003463 |                                                                        |
| Hipogeus de Binissaid                                                       | Zona arqueològica           | Ferreries Binissaïd              | BIS-02               |                                                                        |
| Cova de Binissaid / Camí de s'Hort                                          | Zona arqueològica           | Ferreries Binissaïd              | BIS-03               |                                                                        |
| Assentament de Binissaid                                                    | Zona arqueològica           | Ferreries Binissaïd              | BIS-04               |                                                                        |
| Poblat de Biniatrum / es Puig, s'Alzinar                                    | Zona arqueològica           | Ferreries Biniatrum              | BIU-01 RI-51-0003458 |                                                                        |
| Hipogeu de Biniatrum / na Barbera                                           | Zona arqueològica           | Ferreries Biniatrum              | BIU-03               |                                                                        |
| Hipogeu de Biniatrum / es Floretjar                                         | Zona arqueològica           | Ferreries Biniatrum              | BIU-04               |                                                                        |
| Necròpolis de Calafí Nou / Coster des Barranc                               | Zona arqueològica           | Ferreries Calafí Nou             | CFN-01               |                                                                        |
| Necròpolis de Calafí Nou / s'Ull de Sol. Els Hortalets                      | Zona arqueològica           | Ferreries Calafí Nou             | CFN-02               |                                                                        |
| Balma de Calafí Nou / Hort de ses Pruneres                                  | Zona arqueològica           | Ferreries Calafí Nou             | CFN-03               |                                                                        |
| Poblat i hipogeu de Calafí Vell                                             | Zona arqueològica           | Ferreries Calafí Vell            | CFV-01 RI-51-0003464 |                                                                        |
| Necròpolis de Calafí Vell / ses Cases Velles                                | Zona arqueològica           | Ferreries Calafí Vell            | CFV-02 RI-51-0003465 |                                                                        |
| Cova de Calafí Vell / tanca de darrera sa Païssa                            | Zona arqueològica           | Ferreries Calafí Vell            | CFV-03               |                                                                        |
| Assentament i tombes de Calafí Vell                                         | Zona arqueològica           | Ferreries Calafí Vell            | CFV-04               |                                                                        |
| Necròpolis de Calafí Vell / cova des Blat                                   | Zona arqueològica           | Ferreries Calafí Vell            | CFV-05               |                                                                        |
| Restes de l'Estància de Son Mercer / es Vilàs                               | Zona arqueològica           | Ferreries Estància de Son Mercer | ESM-01 RI-51-0003500 |                                                                        |
| Hipogeus de sa Mola / Canal Salat                                           | Zona arqueològica           | Ferreries Sa Mola                | MOL-01               |                                                                        |
| Sitjots de sa Mola / Pleta de sa Cisterna                                   | Zona arqueològica           | Ferreries Sa Mola                | MOL-02               |                                                                        |
| Talaiot de ses Païsses / s'Antigot                                          | Zona arqueològica           | Ferreries Ses Païsses            | PAI-01 RI-51-0003466 |                                                                        |
| Assentament de ses Païsses / coster de sa Barraca                           | Zona arqueològica           | Ferreries Ses Païsses            | PAI-02               |                                                                        |
| Assentament de ses Païsses                                                  | Zona arqueològica           | Ferreries Ses Païsses            | PAI-03               |                                                                        |
| Talaiot i restes de Sant Joan / tanca des Camí                              | Zona arqueològica           | Ferreries Sant Joan              | SAJ-01 RI-51-0003478 |                                                                        |
| Poblat de Sant Joan / Antigots de Dalt i de Baix                            | Zona arqueològica           | Ferreries Sant Joan              | SAJ-02               |                                                                        |
| Jaciment d'habitació de Sant Joan                                           | Zona arqueològica           | Ferreries Sant Joan              | SAJ-04               |                                                                        |
| Talaiot i assentament de Santa Ponça / sa Talaia                            | Zona arqueològica           | Ferreries Santa Ponça            | SAP-01 RI-51-0003473 |                                                                        |
| Talaiot de Son Arrò                                                         | Zona arqueològica           | Ferreries Son Arrò               | SAR-01 RI-51-0003480 |                                                                        |
| Assentament de Son Arrò / na Gran                                           | Zona arqueològica           | Ferreries Son Arrò               | SAR-02 RI-51-0003481 |                                                                        |
| Talaiot de Son Bell-lloquet Vell                                            | Zona arqueològica           | Ferreries Son Bell-lloquet Vell  | SBQ-01 RI-51-0003482 |                                                                        |
| Assentament de Santa Cecília / es Siti dels Cristians                       | Zona arqueològica           | Ferreries Santa Cecília          | SCE-01 RI-51-0003469 |                                                                        |
| Turó fortificat de Santa Cecília / sa Marina de Son Bruc                    | Zona arqueològica           | Ferreries Santa Cecília          | SCE-02 RI-51-0003470 |                                                                        |
| Talaiot de Santa Cecília / es Coster                                        | Zona arqueològica           | Ferreries Santa Cecília          | SCE-04               |                                                                        |
| Naveta d'habitació de Santa Cecília / pleta de ses Roques                   | Zona arqueològica           | Ferreries Santa Cecília          | SCE-05               |                                                                        |
| Jaciment d'habitació de Son Camaró                                          | Zona arqueològica           | Ferreries Son Camaró             | SCO-01               |                                                                        |
| Assentament de Son Camaró                                                   | Zona arqueològica           | Ferreries Son Camaró             | SCO-02               |                                                                        |
| Cova de Son Fonoll / cova de ses Tapereres                                  | Zona arqueològica           | Ferreries Son Fonoll             | SFO-01               |                                                                        |
| Peci de la cala de Santa Galdana                                            | Jaciment submarí            | Ferreries Santa Galdana          | SGA-03 RI-51-0003775 |                                                                        |
| Sala hipòstila de Sant Gabriel / na Pi                                      | Zona arqueològica           | Ferreries Sant Gabriel           | SGB-01 RI-51-0003477 |                                                                        |
| Turó fortificat de Sant Gabriel                                             | Zona arqueològica           | Ferreries Sant Gabriel           | SGB-02               |                                                                        |
| Cova de Sant Gabriel / cova de ses Arades                                   | Zona arqueològica           | Ferreries Sant Gabriel           | SGB-03               |                                                                        |
| Talaiot i hipogeu de Son Gornés                                             | Zona arqueològica           | Ferreries Son Gornés             | SGO-01 RI-51-0003483 |                                                                        |
| Hipogeu de Son Gorneset / tanca de sa Cova                                  | Zona arqueològica           | Ferreries Son Gornesset          | SGR-01               |                                                                        |
| Assentament de Son Gornesset                                                | Zona arqueològica           | Ferreries Son Gornesset          | SGR-02 RI-51-0003484 |                                                                        |
| Poblat de navetes de Son Mercer de Baix / sa Cova des Moro, sa Terra Noveta | Zona arqueològica visitable | Ferreries Son Mercer de Baix     | SMB-01 RI-51-0003487 | Poblat de navetes de Son Mercer de Baix / sa Cova des Moro (Ferreries) |
| Restes de Son Mercer de Baix / es Claperàs del Pont                         | Zona arqueològica           | Ferreries Son Mercer de Baix     | SMB-02 RI-51-0003488 |                                                                        |
| Assentament de Son Mercer de Baix / es Corral de sa Punta                   | Zona arqueològica           | Ferreries Son Mercer de Baix     | SMB-03 RI-51-0003489 |                                                                        |
| Assentament de Son Mercer de Baix / Hortal de ses Carxofes                  | Zona arqueològica           | Ferreries Son Mercer de Baix     | SMB-04 RI-51-0003490 |                                                                        |
| Sitjots de Son Mercer de Baix / els Hortals                                 | Zona arqueològica           | Ferreries Son Mercer de Baix     | SMB-05               |                                                                        |
| Cova i restes de Son Mercer de Baix / es Pas Vermell                        | Zona arqueològica           | Ferreries Son Mercer de Baix     | SMB-07 RI-51-0003492 |                                                                        |
| Poblat de navetes de Son Mercer de Baix / ses Pletes de sa Talaia           | Zona arqueològica           | Ferreries Son Mercer de Baix     | SMB-08 RI-51-0003493 |                                                                        |
| Balma de Son Mercer de Baix / sa Punta                                      | Zona arqueològica           | Ferreries Son Mercer de Baix     | SMB-10 RI-51-0003495 |                                                                        |
| Assentament de Son Mercer de Baix / tanca de sa Talaia                      | Zona arqueològica           | Ferreries Son Mercer de Baix     | SMB-11 RI-51-0003496 |                                                                        |
| Cova de Son Mercer de Baix / canaló de ses Tanques Noves                    | Zona arqueològica           | Ferreries Son Mercer de Baix     | SMB-14               |                                                                        |
| Assentament de Son Mercer de Dalt / na Salorta                              | Zona arqueològica           | Ferreries Son Mercer de Dalt     | SMD-01 RI-51-0003497 |                                                                        |
| Assentament de Son Mercer de Dalt / ses Puntes                              | Zona arqueològica           | Ferreries Son Mercer de Dalt     | SMD-03 RI-51-0003499 |                                                                        |
| Sitjots de Son Mercer de Dalt / pleta des Ramer                             | Zona arqueològica           | Ferreries Son Mercer de Dalt     | SMD-04               |                                                                        |
| Cova de Son Mercer de Dalt / tanca de ses Someres                           | Zona arqueològica           | Ferreries Son Mercer de Dalt     | SMD-06               |                                                                        |
| Necròpolis de Son Ermità / ses Coves Trencades                              | Zona arqueològica           | Ferreries Son Ermità             | SNE-01               |                                                                        |
| Restes de Son Ermità                                                        | Zona arqueològica           | Ferreries Son Ermità             | SNE-02               |                                                                        |
| Sepulcre megalític de Son Ermità                                            | Zona arqueològica           | Ferreries Son Ermità             | SNE-03               |                                                                        |
| Naveta d'habitació de Son Ermità                                            | Zona arqueològica           | Ferreries Son Ermità             | SNE-04               |                                                                        |
| Jaciment d'habitació de Son Ermità                                          | Zona arqueològica           | Ferreries Son Ermità             | SNE-05               |                                                                        |
| Jaciment d'habitació de Son Ermità                                          | Zona arqueològica           | Ferreries Son Ermità             | SNE-06               |                                                                        |
| Restes de Son Triai / tanca de sa Tenaça                                    | Zona arqueològica           | Ferreries Son Triai              | SOT-01 RI-51-0003503 |                                                                        |
| Necròpolis i restes de Son Triai / es Canaló                                | Zona arqueològica           | Ferreries Son Triai              | SOT-02               |                                                                        |
| Talaiot de Son Patrici / puig des Bec                                       | Zona arqueològica           | Ferreries Son Patrici            | SPT-01 RI-51-0003479 |                                                                        |
| Naveta d'habitació de Sant Patrici / es Bec                                 | Zona arqueològica           | Ferreries Son Patrici            | SPT-02               |                                                                        |
| Assentament de Santa Rita / s'Ombrívol                                      | Zona arqueològica           | Ferreries Santa Rita             | SRI-01 RI-51-0003474 |                                                                        |
| Castell de Santa Àgueda                                                     | Zona arqueològica           | Ferreries Santa Àgueda           | STG-01 RI-51-0003468 | Castell de Santa Àgueda (Ferreries)                                    |
| Jaciment d'habitació de Son Telm                                            | Zona arqueològica           | Ferreries Son Telm               | STL-01               |                                                                        |
| Assentament de Santa Teresa / tanca des Camí                                | Zona arqueològica           | Ferreries Santa Teresa           | STS-01 RI-51-0003475 |                                                                        |
| Naveta d'habitació de Santa Teresa / puig des Trèspol                       | Zona arqueològica           | Ferreries Santa Teresa           | STS-02 RI-51-0003476 |                                                                        |
| Jaciment d'habitació de Son Olivar / ses Cases                              | Zona arqueològica           | Ferreries Son Olivar             | SVR-01               |                                                                        |
| Talaiot de Tirassec / sa Talaia                                             | Zona arqueològica           | Ferreries Tirassec               | TIS-01 RI-51-0003504 |                                                                        |